# Кравесмърт
Кравесмърт – в славянската митология зъл дух, който сее чума и други зарази сред селските стада. Най-често се явява във вид на черна крава и се смесва с едрия рогат добитък, за да върши унищожителното си дело. Нощем кравесмъртите скитат по пътищата, преобразени в черни котки или сакати кучета, а понякога дори се явяват като скелет на крава. Славяните гонят кравесмърт с различни обреди, при които колят подозрителните животни сред стадата си или ги горят живи. „Подозрителното“ животно се определя по следния начин: привечер завардват добитъка на цялото село в един обор, пазят го до зори, и призори го извеждат от обора. Стопаните започват да разпознават животните си, а онези, които останат неразпознати, са нарочени за кравесмърти и биват изгаряни.